# Ivan Korotchenia
Ivan Mikhaïlovitch Korotchenia (né le 13 août 1948), est un homme politique et un économiste biélorusse.